# بافت (موسیقی)
بافت (انگلیسی: Texture) در موسیقی به معنای ترکیبی از سرعت، ملودی و موادی هارمونیک است که کیفیت کلی یک قطعهٔ موسیقی را تعیین می‌کند. بافت موسیقی اغلب با توجه به تراکم یا ضخامت، گسترهٔ صوتی و همچنین بین پایین‌ترین و بالاترین سطحِ صدا به‌صورت نسبی و با توجه به تعداد صداها، مورد توجه قرار می‌گیرد. به‌عنوان مثال یک بافت ضخیم، حاوی بسیاری از لایه‌های ساز است که یکی از این لایه‌ها می‌تواند سازهای زهی یا بادی‌های برنجی باشد.

## شرح
شنیدن موسیقی حاصل اجرای پی‌درپی اصوات در طولِ زمان است که دارای احساساتی هیجان‌انگیز، آرام‌بخش و دیگر حالات زیباشناختی می‌باشد. درک و دریافت این احساسات دارای دو شاخص مهمِ «بُعدِ زمان» و «درک همزمان اصوات» است و در این بافت، حرکت افقی و عمودی موسیقی احساس می‌شود که حرکت افقی را به‌صورت تقریبی ملودی و حرکت عمودی را آکورد می‌نامند. بافت موسیقی ممکن است با توجه به تعداد و شخصیت سازها در یک قطعه، نسبت به رنگ، تعداد سازها، هارمونی، سرعت و ریتم‌های استفاده شده که در آنِ واحد اجرا می‌شوند، تغییر کند. انواع طبقه‌بندی شده برای شناخت عناصر اولیهٔ بافت و رابطهٔ آنها با یکدیگر بدین‌صورت برچسب‌گذاری و تحلیل می‌شود: ملودی اولیه، ملودی ثانویه، پشتیبانی ملودیِ موازی، پشتیبانی ایستا، پشتیبانی هارمونیک، پشتیبانی ریتمیک و پشتیبانی ریتمیک/هارمونیک.
تمامی قطعات موسیقی (به جز ملودی‌های تنها و بدون همراهی)، دارای دو حرکتِ افقی و عمودی هستند و شیوه‌ای که این دو را به هم پیوند می‌دهد، بافت نامیده می‌شود و در این شیوه مانند پارچه، تاروپود با هم درآمیخته و با این روشِ ویژهٔ بافتِ افقی و عمودی، ساختار اثر نمایان می‌شود. در این ساختار بافت‌های متفاوتی از نوع ضخیم، نازک، نرم، زبر، خشن یا سنگین به‌وجود می‌آید. این بافت‌ها علاوه بر درکِ احساس دیداری یا شنیداری، در برخی هنرها مانند مجسمه‌سازی یا حتی گاهی در نقاشی، با لمس‌کردن نیز قابل درک است.

## ساختار
ساختار بافت موسیقی برای تأثیرگذاری، ارتباطی مستقیم با ترکیب اصوات دارد. به عبارتی دیگر تأثیرات چهارگانه‌ای که از راه‌های گوناگون برای ترکیب اصوات به‌دست می‌آید، بدین شرح است:
- ملودی (گوشه‌دار یا پرشی، تغزلی)
- ریتم و وزن صدا
- ارکستراسیون
- هوموفونی، پولیفونی

گرچه تشخیص دسته‌بندی‌هایی که در بالا به آن اشاره شد چندان آسان نیست و شاید هم این نوع دسته‌بندی لازم نباشد و در نهایت وظیفهٔ شنونده است که چگونه آن چیزی را که می‌شنود درک کند، اما بررسی این راه‌های گوناگون، شناخت بهتری از بافت موسیقی را آشکار می‌کند.

### ملودی
گوناگونی و کیفیت ملودی، یکی از بافت‌های موسیقی را تعیین می‌کند. به‌عنوان مثال یک کوارتت زهی از هایدن که دارای یک ملودی تغزلی است، بافتی نازک و نرم محسوب می‌شود. در مقابل اگر با قطعه‌ای از استراوینسکی مقایسه شود که دارای ملودی گوشه‌دار و پرشی است، بافتی خشن و ضخیم را تداعی می‌کند. همچنین در یک مفهوم عمومی‌تر، این تفاوت را می‌توان در پیچیدگیِ وزن و ریتمِ این دو قطعه مشاهده کرد.

### ریتم
بافت در ریتم با بیانی ساده یا پیچیدگی در وزن و ریتم، زمانی اتفاق می‌افتد که اصواتِ کم یا زیادی با اجرای کشش‌های متفاوت با سرعت آهسته یا سریع به فعالیت می‌پردازند و در این فعالیت‌ها هراندازه به پیچیدگی و چندریتمی و وزن افزوده شود، بافتی گاه حجیم، گاهی خشن و گاهی درهم‌فشرده ایجاد می‌شود و در نهایت، گوناگونی فعالیتِ اصوات با تعیین سرعت اجرا، ریتم‌های منظم یا نامنظم و استقلال بخش‌های صدا، سادگی یا پیچیدگی بافتِ ریتمیک را مشخص می‌کند.

### ارکستراسیون
انتخاب ساز برای هر قطعه و ارکستراسیون آن، تأثیر مستقیمی در ایجاد بافت موسیقی دارد. رنگ‌آمیزی صوتی برای قطعه‌ای که برای ارکستر نوشته می‌شود به مراتب دارای حجم، غنای بیشتر، تواناتر و آراسته‌تر از قطعه‌ای است که برای پیانو نوشته شده‌است. در رنگ‌آمیزی درون ارکستر نیز تفاوت‌های آشکاری وجود دارد که می‌تواند بافت‌های متفاوتی ارایه دهد، به‌عنوان مثال اگر پاساژی ابتدا با چهار فلوت و سپس همان پاساژ با چهار توبا اجرا شود، گر چه هر دو اجرا ایدهٔ مشترکی دارند، اما از هر کدام بافت کاملاً متفاوتی به گوش می‌رسد، زیرا اجرا با فلوت‌ها سبک‌تر، شفاف و کم‌حجم هستند و اجرای دوم حجیم، سنگین و همراه با وِزوِز و نامشخص‌تر است. آهنگساز با انتخاب نوع و ترکیب سازها، نقش‌های دیگری را برای انتخاب بافتِ دلخواهِ خود در نظر می‌گیرد و چون مجموعهٔ بزرگی از سازهای موسیقی را در اختیار دارد، می‌تواند برای اجرای الگوی خود، در استفاده از سازهای مختلف صرفه‌جویی کند یا از همهٔ سازها استفاده کند و با این کار نتایج متفاوتی (از اجرای چند ساز تا صد ساز) نسبت به حجم و بافت موسیقی به دست می‌آورد.

### هوموفونی، پولیفونی
هوموفونی و پولیفونی بارزترین بافت‌های موسیقی هستند که به راحتی تاروپود حرکت افقی و عمودی موسیقی را برجسته می‌کنند. پایه و اساس موسیقی همیشه حرکت افقی و صداهای پی‌درپی است، بنابراین هرگونه موسیقی آوازی یا سازی که در موسیقی غرب وجود دارد و در آن بیش از یک بخش وجود داشته باشد، موسیقی دارای بُعدِ عمودی نیز هست، زیرا حرکت عمودی همزمان با حرکت افقی ملودی شنیده می‌شود. تشخیص حرکت افقی و عمودی هنگام اجرا مشخص می‌شود. در برخی قطعات حرکت افقی نمایان‌تر و در برخی قطعات حرکت عمودی خودنمایی می‌کند. این اختلاف باعث می‌شود شنونده تشخیص دهد که موسیقی دارای یک بافت هوموفونیک یا پولیفونیک است. بافت هوموفونیک تنها ملودی را با انتخاب آکورد مناسب به‌صورت عمودی همراهی می‌کند تا ملودی دارای درخشش بیشتری باشد. اما در بافت پولیفونیک که دارای بیش از یک بخش باشد، هر بخش به‌صورت مستقل دارای حرکت افقی و ملودیک است.

## مثال از انواع بافت‌های متداول
در موسیقی و به‌ویژه از نظر تاریخی، برخی اصطلاحات رایج برای تجزیه و تحلیل بافت موسیقی، بدین شرح است:
بافت مونوفونیک
بافت مونوفونیک شامل یک خط ملودیک واحد و بدون همراهی است. در این بافت ممکن است ملودی در همان منطقه یا اکتاو دوبل شود.
بافت هوموفونیک
همراهی ملودی یکی از رایج‌ترین بافت‌ها در موسیقی غربی است. بافت هوموفونیک حاوی صدایی چندگانه است که ملودی در آن برجسته می‌شود و بقیهٔ صداها نقشی هارمونیک دارند. اگر این صداهای چندگانه ریتم یکسانی داشته باشند، می‌توان این بافت هوموفونیک را هارمونیک نیز نامید که از بافت‌های غالب در موسیقی دوره کلاسیک و رمانتیک بود و این در حالی است که موسیقی عامیانه در قرن بیستم میلادی به‌طور تقریبی کاملاً هوموفونیک هستند و بیشتر در موسیقی جاز است که برخی نوازندگان با اجرای بداهه‌نوازی، باعث ایجاد بافت پولیفونیک نیز می‌شوند.
مثال از بافت هوموفونیک، قطعهٔ «اگر شما من را دوست دارید» اثر: توماس تالیس. در این مثال دیگر بخش‌های گروه کر، ملودی را با همان ریتم و با ایجاد آکورد همراهی می‌کنند. قطعه با یک آکورد ماژور آغاز می‌شود.
بافت پولیفونیک
بافت پولیفونی در بخش‌ها، تا حد قابل توجهی مستقل از یکدیگرند یا از هم تقلید می‌کنند. این بافت به‌طور مشخص در دورهٔ رنسانس و باروک رایج بود.
مثال: یک میزان از فوگ شمارهٔ ۱۷ در تنالیتهٔ لا بِمُل، ساختهٔ یوهان سباستیان باخ، از کتاب کلاویه خوش‌آهنگ (بخش اول)، این اثر نمونه‌ای از موسیقی پولیفونیک و کنترپوانتیک است.

بافت ایستا
مثال از پرلود شماره ۶ در ر مینور از کتاب کلاویه خوش‌آهنگ اثر: باخ. در این مثال دو خط مجزا به اجرا می‌پردازند. خط پایین نت پایه را به‌صورت تکراری و ریتمی یکنواخت، مانند نت پدال نگه می‌دارد و خط بالا ملودی را اجرا می‌کند. این مثال نمونه‌ای از بافت ایستا یا «پشتیبانی ایستا» از ملودی است.

## تحلیل
بسیاری از قطعات موسیقی کلاسیک در مدت کوتاهی با انواع مختلفی از بافت موسیقی برخوردارند. به‌عنوان نمونه موومان اسکرتسو از سونات در سی مینور (D575)، اثر فرانتس شوبرت مورد بررسی قرار می‌گیرد. ابتدا با شروع قطعه، میزان ۱ تا ۴، دارای بافت مونوفونیک است که هر دو دست، ملودی را در فاصلهٔ اکتاو اجرا می‌کنند:
میزان ۵ تا ۱۰، بافت هوموفونیک دارد و تقریباً همهٔ صداها ریتمی همزمان دارند:
میزان‌های ۱۱ تا ۲۰، دارای بافت پولیفونیک است. در این‌جا سه بخش از صدا وجود دارد، دو بخش بالایی با فاصلهٔ دهم و موازی حرکت می‌کنند، پایین‌ترین بخش پس از سه ضرب سکوت، از بخش بالایی تقلید می‌کند، و سرانجام با یک پاساژ اوج می‌گیرد و سپس یک میزان سکوت می‌کند:
در ادامه و پس از یک میزان سکوت، از میزان ۲۱ تا ۲۴، ساختارِ پولیفونیکِ اثر از سه بخش به چهار بخشِ مستقل تقسیم می‌شود. دو بخش بالایی موسیقی تقلیدی هستند، بخش میانی یک ملودی مستقل را می‌بافد و پایین‌ترین بخش، متشکل از یک نت تکراریِ پدال است:
از میزان ۲۵ تا ۲۸، که چهار میزانِ فینال است، قطعه به بافتِ هوموفونیک بر می‌گردد و این قسمت به‌ پایان می‌رسد:
با دنبال‌کردنِ این پیوند می‌توانید اجرای کاملی از این اثر را بشنوید.

## یادداشت
1. ↑  If Ye Love Me